# U.S. Marshals (película)
U.S. Marshals (en Hispanoamérica, Los federales y en España por su título original) es una película de suspense estrenada el 6 de marzo de 1998 en Estados Unidos, dirigida por Stuart Baird y con actuación de Tommy Lee Jones, Wesley Snipes y Robert Downey Jr. Está basada en el personaje de Samuel Gerard, interpretado por Tommy Lee Jones, y que ya se empleaba en la película The Fugitive (1993).

## Argumento
Un hombre llamado Mark Roberts Sheridan (Wesley Snipes) es acusado del brutal asesinato de dos agentes secretos del Servicio de Seguridad Diplomática (DSS) y tras ser detenido por la policía es trasladado en un enorme Boeing 727 a una penitenciaría. Durante el trayecto como consecuencia de una revuelta de presos el avión sufre un aparatoso accidente en mitad de una carretera cayendo a un río, lo que permite al fugitivo Sheridan escapar de los U.S. Marshals dándole la posibilidad de ocultarse.
A partir de aquí comienza una implacable persecución a cargo del agente federal Sam Gerard (Tommy Lee Jones), quien hace años vivió una experiencia similar persiguiendo al Dr. Kimble, el famoso fugitivo, por lo que sabrá que hacer para poder capturar al peligroso asesino Mark Sheridan. Para ello contará con la ayuda especial del agente John Royce (Robert Downey Jr.).

## Reparto
| Actor                | Personaje              |
| -------------------- | ---------------------- |
| Tommy Lee Jones      | Sam Gerard             |
| Wesley Snipes        | Mark Roberts           |
| Robert Downey Jr.    | John Royce             |
| Joe Pantoliano       | Cosmo Renfro           |
| Kate Nelligan        | Catherine Walsh        |
| Daniel Roebuck       | Comisario Robert Biggs |
| Tom Wood             | Noah Newman            |
| LaTanya Richardson   | Savannah Cooper        |
| Patrick Malahide     | Director Bertram Lamb  |
| Irène Jacob          | Marie Bineaux          |
| Michael Paul Chan    | Xiang Chen             |
| Johnny Lee Davenport | Deputy Henry           |
| Ian Barford          | Guía de John Royce     |

## Localizaciones
U.S. Marshals se rodó entre el 3 de junio y el 26 de septiembre de 1997 en diversas localizaciones de Estados Unidos, destacando numerosas poblaciones del estado de Illinois y la ciudad de Nueva York.

## Recepción crítica y comercial
Según la página de Internet Rotten Tomatoes obtuvo un 24% de comentarios positivos. Destacar el comentario del crítico cinematográfico Jeffrey M. Anderson:

"Perfectamente visible, aunque completamente olvidable".
Jeffrey M. Anderson.

Según la página de Internet Metacritic obtuvo críticas mixtas, con un 47%, basado en 20 comentarios de los cuales 8 son positivos. Recaudó 57 millones de dólares en Estados Unidos. Sumando las recaudaciones internacionales la cifra asciende a 102 millones. El presupuesto fue de aproximadamente 60 millones.

## Lanzamientos
| País                                                                          | Fecha de estreno                |
| ----------------------------------------------------------------------------- | ------------------------------- |
| Alemania                                                                      | Jueves 30 de abril de 1998      |
| Argentina                                                                     | Jueves 14 de mayo de 1998       |
| Australia                                                                     | Jueves 30 de abril de 1998      |
| Austria                                                                       | Viernes 1 de mayo de 1998       |
| Bélgica                                                                       | Miércoles 15 de abril de 1998   |
| Belice · Costa Rica · El Salvador · Guatemala · Honduras · Nicaragua · Panamá | Viernes 1 de mayo de 1998       |
| Bolivia                                                                       | Martes 12 de mayo de 1998       |
| Brasil                                                                        | Jueves 30 de abril de 1998      |
| Bulgaria                                                                      | Viernes 4 de septiembre de 1998 |
| Chile                                                                         | Jueves 14 de mayo de 1998       |
| Colombia                                                                      | Jueves 30 de abril de 1998      |
| Corea del Sur                                                                 | Sábado 2 de mayo de 1998        |
| Croacia                                                                       | Jueves 11 de junio de 1998      |
| Dinamarca                                                                     | Viernes 8 de mayo de 1998       |
| Ecuador                                                                       | Viernes 5 de junio de 1998      |
| Egipto                                                                        | Miércoles 5 de agosto de 1998   |
| Emiratos Árabes Unidos                                                        | Miércoles 24 de junio de 1998   |
| Eslovenia                                                                     | Jueves 25 de junio de 1998      |
| España                                                                        | Viernes 17 de abril de 1998     |
| Estados Unidos · Canadá                                                       | Viernes 6 de marzo de 1998      |
| Estonia                                                                       | Viernes 26 de junio de 1998     |
| Filipinas                                                                     | Miércoles 29 de abril de 1998   |
| Finlandia                                                                     | Viernes 17 de abril de 1998     |
| Francia                                                                       | Miércoles 15 de abril de 1998   |

| País                         | Fecha de estreno                 |
| ---------------------------- | -------------------------------- |
| Grecia                       | Viernes 8 de mayo de 1998        |
| Hong Kong                    | Jueves 30 de abril de 1998       |
| Hungría                      | Jueves 16 de julio de 1998       |
| India                        | Viernes 11 de septiembre de 1998 |
| Indonesia                    | Miércoles 20 de mayo de 1998     |
| Islandia                     | Jueves 30 de abril de 1998       |
| Israel                       | Jueves 30 de abril de 1998       |
| Italia                       | Jueves 30 de abril de 1998       |
| Japón                        | Sábado 13 de junio de 1998       |
| Letonia                      | Viernes 10 de julio de 1998      |
| Líbano                       | Viernes 26 de junio de 1998      |
| Lituania                     | Viernes 14 de agosto de 1998     |
| Malasia                      | Jueves 23 de abril de 1998       |
| México                       | Jueves 30 de abril de 1998       |
| Noruega                      | Viernes 4 de septiembre de 1998  |
| Nueva Zelanda                | Jueves 14 de mayo de 1998        |
| Países Bajos                 | Jueves 14 de mayo de 1998        |
| Perú                         | Viernes 15 de mayo de 1998       |
| Polonia                      | Viernes 3 de julio de 1998       |
| Portugal                     | Jueves 30 de abril de 1998       |
| Puerto Rico                  | Jueves 23 de abril de 1998       |
| Reino Unido Irlanda          | Viernes 24 de abril de 1998      |
| República Checa · Eslovaquia | Jueves 23 de julio de 1998       |
| Rumania                      | Viernes 31 de julio de 1998      |
| Singapur                     | Jueves 23 de abril de 1998       |
| Sudáfrica                    | Jueves 30 de abril de 1998       |
| Suecia                       | Viernes 24 de abril de 1998      |
| Suiza                        | Miércoles 15 de abril de 1998    |
| Tailandia                    | Jueves 30 de abril de 1998       |
| Taiwán                       | Sábado 2 de mayo de 1998         |
| Turquía                      | Viernes 1 de mayo de 1998        |
| Uruguay                      | Viernes 29 de mayo de 1998       |
| Venezuela                    | Miércoles 6 de mayo de 1998      |

## DVD
U.S. Marshals salió a la venta en España, en formato DVD. El disco contiene menús interactivos, acceso directo a escenas, notas de producción y subtítulos en múltiples idiomas. En Estados Unidos salió a la venta el 22 de julio de 1998, en formato DVD. El disco contiene menús interactivos, acceso directo a escenas, subtítulos en múltiples idiomas y comentarios del director, Stuart Baird.